# Джеймс Ууд
Джеймс Уейн Ууд (на английски: James Wayne Wood) е американски тест пилот и подполковник от USAF.

## Образование
Джеймс Ууд завършва гимназия в родния си град. През 1956 г. завършва Технологичния институт на USAF, Райт Патерсън, Охайо с бакалавърска степен по аерокосмическо инженерство.

## Военна кариера
Джеймс Ууд е избран е за астронавт от USAF през април 1962 г. Започва тренировки в авиобазата Едуардс, Калифорния. През юли 1964 г. става командир на полетните операции в същата авиобаза.

## Личен живот
Джеймс Ууд умира на 1 януари 1990 г. от злокачествен тумор на 65-годишна възраст.